# ピット星人
ピット星人（ピットせいじん）とは、特撮テレビドラマ『ウルトラセブン』をはじめとする「ウルトラシリーズ」に登場する架空の宇宙人。別名は変身怪人。
『ウルトラセブン』の初代以来、人間の女性に変身する者や、2人組で登場する者が多い。

## 『ウルトラセブン』でのピット星人
『ウルトラセブン』第3話「湖のひみつ」に登場。
ピット星から地球侵略のために円盤で飛来した宇宙人。劇中では、2体（オレンジの顔に黄色い目の個体と青紫の顔に赤い目の個体）が確認されている。2体とも同じ容姿の地球人少女に変身して木曽谷近くで滞在し、円盤を吾妻湖（架空の湖）付近に着陸させて拠点にすると、同湖へエレキングの幼体を放流して成長を待ちつつ、自分たち共々いつでも出撃可能な準備を整える。
2体のうち1体目は目的であるウルトラアイの奪取を実行するべく、ウルトラ警備隊のモロボシ・ダンとフルハシ隊員を巧みに円盤へ誘い込み、催眠ガスで気絶させて難なく奪取に成功する。その後、1体目も催眠ガスの被害者だと勘違いしたフルハシによって基地のメディカルセンターへ収容され、アンヌ隊員と一般隊員1名を襲撃すると、アンヌを気絶させて一般隊員をペンダントからの光線で硬直化させたうえ、極東基地の計器類を破壊させることにも成功する。2体目は円盤内からエレキングを巨大化させて操るが、ダンによる妨害を経てウルトラアイを奪還され、ウルトラセブンへ変身される。
1体目はウルトラホーク2号を奪い、木曽谷へ戻って2体目と合流するが、セブンによるエレキングの敗北後に円盤で逃亡する。2人は円盤内で「地球人の男性は可愛い子に弱いことが判明した」と楽しげに再侵略への算段を語りつつ本来の姿に戻るが、追いついてきたセブンによってエメリウム光線で円盤ごと粉砕される。
- 出演：高橋礼子[注釈 6]
- 名前は、キューピッドのような可愛い女の子に化けて相手を惑わすことから付けられた[19]。準備稿の名称はマーガレット星人だったが、決定稿でピット星人に変更された。
- デザインは成田亨によるもので、トンボをモチーフとしている[20]。成田は抽象的なフォルムがまとまり、最も気に入っていると述べている[20]。
- マスクはラテックス製、眼はFRP製であるが、別に造形したものを接着したのではなく、同じ型に流し込んで成形されたため、眼と顔に継ぎ目が存在しない[21]。
- 吾妻湖付近に着陸していた円盤のシーンは、原寸大レプリカを作成して河原に設置し、撮影したという[注釈 7]。
- 放送当時に朝日ソノラマより発売されたソノシート『ウルトラセブン 恐怖の怪獣狩り!』では、本編と同様にエレキングを操る。アンヌに化けてハイドランジャー内でダンを襲おうとするが、セブンに変身されて返り討ちにされる[注釈 8]。

## 『ウルトラセブン 太陽エネルギー作戦』でのピット星人
『ウルトラセブン 太陽エネルギー作戦』に登場。書籍によってはピット星人（2代目）と表記している。
手から電流を流し、相手を感電させる能力を持つ。
物語開始以前に宇宙空間でセブンと交戦して重傷を負わせた後、改造強化したエレキングを引き連れて地球へ襲来する。初代同様に地球人の少女に変身して地球人たちの目をあざむく一方でエレキングを使い、地球の二酸化炭素を増加させることによって地球温暖化を促進させ、人類を滅ぼそうと目論む。片方のピット星人はハイパーソーラーシステムを爆破し、夜の森にてアンヌの息子であるダンと遭遇する。その後、クスハラ博士のソーラーハウスに潜入し、地球防衛軍基地をハッキングしてエレキングのデータを消去した後、持っていたロープでクスハラ博士を暗殺しようとするがダンを連れたウルトラ警備隊が返ってきたため、失敗する。翌日、再び森にて遭遇したダンを電流で気絶させ、ペットにして飼い慣らそうと後ろ手に手錠をかけて円盤内へ拉致するが、翌日に仮死状態のウルトラセブンを抹殺しようとした時にダンが手錠を振りほどいて抵抗し、円盤内の装置を動かして仮死状態のセブンが復活したことに怒り、ダンを電流で苦しめる。エレキングをセブンに倒された後はダンを人質に取って降伏を迫るが、円盤内へ侵入してきたセブンを迎え撃ったものの敵わずダンを奪還され、円盤ごとワイドショットで爆破される。
本作品では、エレキングと同じく円盤と自分たちも太陽をエネルギー源としている。また、ピット円盤は以前のものと比べてはるかに強力な武器を装備しており、太陽エネルギーを蓄積してエネルギーに変換することにより、パラボラから破壊光線として発射できる仕組みになっている。だが、最終的にはこの仕組みが仇となり、セブンに太陽エネルギーを与えてしまった結果、墓穴を掘ることになる。また、小型のスパイ衛星「ピットアイ」を持っており、クスハラ博士を暗殺しようとするもののウルトラ警備隊に破壊される。
- 出演：実佳（二役）
- スーツアクター：梛野素子、吉尾亜希子[24]
- スーツは『私が愛したウルトラセブン』のものを修復して使用した[24][注釈 10]。
- 準備段階では、ダンに好意を持ったピット星人がダンを助けるために命を落とすという設定だった。

## 『ウルトラマンマックス』でのピット星人
『ウルトラマンマックス』第27話「奪われたマックススパーク」に登場。
第2話に登場するエレキングの幼体を地球に持ち込んだ張本人。ピット・レオールとピット・ノヴーの2体が登場。容貌・円盤ともに初代と変わりなく、身体能力も大したことはないが、地球人に擬態する際には紺のドレスをまとってハイヒールを履いた大人の美女の姿と化し、蹴り技を主体とする格闘能力が向上するうえ、腕から光弾を放つこともできるようになる。
エレキングの幼体を使ってカイトとミズキをおびき出し、ミズキを失神させてカイトからマックススパークを奪うが、最後は円盤へ突入したカイトのダッシュライザーによって2体とも倒される。
- 出演：星野マヤ（ピット・レオール）、益子梨恵（ピット・ノヴー）

## 『ウルトラギャラクシー大怪獣バトル NEVER ENDING ODYSSEY』でのピット星人（RB）
『ウルトラギャラクシー大怪獣バトル NEVER ENDING ODYSSEY』第1話「レイオニクスハンター」に登場。「RB」は「レイオニクス・バトラー」を意味する。
ピット星人のレイオニクスバトラー。今回は1人で登場。バトルナイザーを手に宇宙の支配を目論み、レイオニクスバトルに参加するために円盤で惑星ハマーに向かうが、突如円盤内に現れたペダン星人ダイルに射殺され、その直後に円盤も爆破される。操る怪獣は不明。
- 演：櫻井暦
- 声：石嶋久仁子

## 『ウルトラゾーン』でのピット星人
『ウルトラゾーン』の第15話コント・パート「怪獣職務質問」および第14話・第15話ドラマ・パート「東京ジュラ紀」（前編、後編）に登場。
「怪獣職務質問」では、2人組のギャル風の星人として登場し、警察官に職務質問される。最優秀怪獣賞を受賞したエレキングをペットとして飼いながら円盤に住んでおり、ウルトラアイを奪うことを目的にしている（声：田村たがめ）。警察官の眼鏡をウルトラアイと間違え、警察官から「無駄な時間を過ごした」と言われる。
また、第15話のアイキャッチでは友達とベッドで遊んでいる姿が描かれている。

### 「東京ジュラ紀」
怪盗赤色からオーパーツ「アカンバロの瞳」を守るために集められた名探偵4人のうちの1人、女子高生探偵・仲谷マユに化けて潜入する。シャワーを浴びることで頭が冴えて名推理を行い、『スケバン刑事』のようなヨーヨーを武器にする。歩く百科事典探偵・西園寺ユウヤ（地底人）の推理では、バストサイズはDカップ。依頼人で元怪獣特捜隊の隊員だった白石深月に正体を見破られ、防衛軍に連行されるも、テレスドンと暴れるエレキングに「地球の怪獣に負けないで」と応援する。
- 出演：中原知南（人間体・声）
- スーツアクター：安達仁美[40][注釈 11]（上記の「怪獣職務質問」も同様）
- 登場するのは目が黄色い方の個体である。

## ピット星人ミュー
『ウルトラマンオーブ』第22話「地図にないカフェ」に登場。
ブラック店長が経営するカフェ★ブラックスターの常連客。当初はみゆきという人間の女性の姿に化けて登場し、テーブル席でくつろいでいた。辿り着いたSSPの3人がコーヒーを飲んで帰った後、彼らに見つからないように隠れていた店の奥から出てきたガイを敵視し、左手の指から電撃を放とうとするが、ブラックにカフェは憩いの場だとして制止される。ガイが店を出た後は元の姿に戻り、店の最後の客となれたことを喜びつつ、ブラックに感謝と気遣いの言葉を贈る。
- 出演・声・スーツアクター：秋定里穂
  - 秋定は今回の出演が縁でブラック役の赤星昇一郎から声をかけられ、彼の朗読劇に急遽出演することとなったという[44]。
- 脚本を担当した勝冶京子は、さまざまな宇宙人が入れ替わり立ち代わり登場することを想定していたが、撮影が難しいことからピット星人のみとなった[45]。
- みゆきが店内で読んでいる本は、第21話に登場した岩木夫妻の著書である[46]。

## ピット星人トリィ＝ティプ
『ウルトラマンジード』第4話「星人を追う仕事」、第16話「世界の終わりがはじまる日」に登場。
第4話では、スピード違反で事故を起こし、秘密組織AIBに追われる身となった科学者として登場。逃げる途中に朝倉リク / ウルトラマンジードの購入した自転車を盗んだため、彼にも追いかけられることとなる。
リトルスターを宿したことにより、腕から光の刃を発生させる能力が発現する。かつては地球侵略を目論んでいたが、地球とその文明を気に入ったことで同胞を裏切り、侵略計画を中止に追い込む。その際、幼体のころから可愛がって侵略兵器として持ち込んだエレキングを眠らせ、封印していた。やがて、リトルスターに反応して目覚めたエレキングに狙われるが、逃げていたのはエレキングを人気のない場所へおびき寄せるためだった。ジードとエレキングの交戦を見て本来の姿に戻り、エレキングの解放をジードに願ったことにより、リトルスターが離脱してウルトラマンヒカリカプセルを起動させる。その後、AIBに再就職する。
第16話では、AIBの研究職員として人間体で登場。地球での名称は鳥居 富子（）。リトルスターが再び発現した鳥羽ライハをAIBのリトルスター研究所へ保護して検査するが、同僚のゴドラ星人ゴドー＝ウィンがライハたちリトルスター所持者を拉致しようと本性を現し、自分は人質に取られる。まもなくライハの機転で解放され、ゴドー＝ウィンが巨大化して施設を破壊した後は負傷した身体でAIBのエージェントの愛崎モアと共にリトルスター所持者たちをかばっており、ジードを吸収したキメラベロスが飛び去っていく光景を見つめている。
第24話・第25話では、本人は登場しないものの第16話以降にAIBで開発していたカレラン分子分解酵素が、ジードに勝機を与えることとなる。
- 出演：桜木梨奈（人間体・声）
- スーツアクター：安達仁美
- 第4話はウルトラセブンの能力を持つウルトラマンジード ソリッドバーニングの活躍回であることから、『セブン』のオマージュとしてエレキングとセットでの登場となった[50]。
- 名前はSF作家のジェイムズ・ティプトリー・Jr.に由来する[51]。また、第4話で逃走した半村地区は半村良に由来する[51]。
- 演者の桜木は、過去に第4話監督の坂本浩一が手がけた作品（2014年公開の映画『赤×ピンク』）に出演していたことから起用された[50]。
- Blu-ray BOX I収録のディレクターズカット版では、ゼナから「ニコニコ生命保険 研究部 鳥居富子」名義の名刺を渡される場面が追加されている[52]。

## 『ウルトラマンR/B』でのピット星人
『ウルトラマンR/B』第18話「明日なき世界」にて登場。
メフィラス星人がディレクターを務める放送局「NPTV」の宇宙報道番組「突撃！隣の銀河系」のキャスターを務める。その後、「クワトロM」にピット星からのTシャツの注文依頼が届いていたことが語られた。
- 声：寺田晴名
- スーツアクター：安達仁美

## 『ウルトラマンタイガ』でのピット星人
下記の登場に先駆け、第6話のプロットでもピット星人とエレキングの登場が予定されていたが、女性ゲストが続いていたことなどからナックル星人とブラックキングに変更された。

### ピット星人水野ヒトミ
『ウルトラマンタイガ』第18話「新しき世界のために」にて登場。
地球では世田原精工第2工場の事務員として恋人のバット星人小森セイジとともに密かに暮らしていたが、彼と同様に地球人の軋轢によって心をすり減らしていた。小森の計画には賛同し、彼の計画を止めようとするホマレを遠ざけようとした。
- 演（水野ヒトミ）：岩井堂聖子
- スーツアクター：安達仁美
- 第18話監督の辻本貴則は、演じる岩井堂の演技や存在感を評価しており、希望通りのキャスティングであったと述べている[58]。
- 第18話の脚本を担当した足木淳一郎は、当初はヒトミの一人称を「あたい」としていたが、プロデューサーの村山和之から「筆が滑りすぎだ」と言われ、「あたし」に改めた[58]。

### 『ウルトラマンタイガ』第25話でのピット星人
『ウルトラマンタイガ』第25話「バディ ステディ ゴー!!」にて登場。
地球に暮らす平和的な宇宙人としてガルメス人とともに登場し、崩れる瓦礫から宇宙人排斥運動の人々を救った。
- 声：佐咲紗花
- スーツアクター：安達仁美
- 第25話の脚本を担当した林壮太郎は、ピット星人のセリフを本話での重要なセリフの一つと位置づけている[59]。監督の市野龍一は、前期エンディングテーマを担当していた佐咲が演じることにより、セリフの意味合いを深めてもらえたと語っている[59]。

## 『ウルトラマンZ』でのピット星人
いずれも『ウルトラマンZ』第8話「神秘の力」にて登場する姉妹。

### ピット星人ファ
キック技を得意とする。カブラギシンヤに寄生するセレブロの依頼で怪獣メダルの素材であるゴルザ、メルバ、超コッヴの細胞を収集するが、それらを報酬と引き換えに渡そうとしたところでセレブロに洗脳され、ガンQとレイキュバスの細胞を含有する隕石を大富豪から強奪する。その後は妹が拉致してきたオオタユカとナカシマヨウコを監視するが、ナツカワハルキに介入されてユカとヨウコを解放され、ヨウコとの肉弾戦を経て拘束される。ゼットによってファイブキングが倒されると姉共々洗脳が解け、宇宙に帰って行った。
- 演：宮原華音[61]
- スーツアクター：安達仁美[61]

### ピット星人シィ
ファの妹。人間を回転脚とともに眠らせる力を使うことが可能。姉と共に地球へ降下するが、セレブロに洗脳される。ウルトラゼットライザーの持ち主を捕獲するべく行動し、ハルキの落としたゼットライザーを持っていたユカをウルトラマンゼットの変身者と誤認し、割って入ったヨウコも含めて拉致・連行する。その後は姉と共にユカとヨウコを監視するが、ハルキに介入されてユカとヨウコを解放された後、ユカによって拘束される。ゼットによってファイブキングが倒されると姉共々洗脳が解け、宇宙に帰って行った。なお、報酬を得た後には、バカンスを湖畔の別荘で楽しみたかった模様。
- 演：石塚汐花[61]
- スーツアクター：丸田聡美[61]

## 『ウルトラマントリガー NEW GENERATION TIGA』でのピット星人・ピト子
『ウルトラマントリガー NEW GENERATION TIGA』のスピンオフ『ナースデッセイ開発秘話〜特務3課奮闘記〜』に登場。TPU経理部に所属し、技術部・二課経理担当。
- 声：大谷美紀

## 『ウルトラマンデッカー』でのピット星人ユウコ
『ウルトラマンデッカー』第5話「湖の食いしん坊」に登場。作中では正体（黄色い目の個体）を見せる場面は一瞬であり、人間態の姿で「ユウコ」と名乗って行動している。
エレキングのエリーを連れ、宇宙船で宇宙の一人旅を続けていた宇宙人。1年前に宇宙船が故障して地球に不時着し、スフィアによるバリアの影響で地球を脱出できなくなっていた。知識も余裕も無い状況での生活を強いられる中、エリーだけを心の支えとしていたが、エリーは自身がつい甘やかして餌を与え過ぎたうえ、地球の環境に影響されて従来より早く急成長した結果、発電所を襲撃して大量の電気を吸収する事件を引き起こしてしまう。ウルトラマンデッカーの活躍でエリーが元の大きさに戻った後には、キリノイチカから事情を説明されたムラホシタイジがエリーの保護を快諾し、カイザキサワも作戦の細かい部分には苦言を呈しながらもエリーとユウコのために地球での餌付け講座を作成するなど、上層部の行動からTPUと良好な関係を築いていることがうかがえる。
その後、スピンオフ「GUTS-SELECT交流期 〜帰ってきた特務3課〜」第3話に再登場。
- 演（ユウコ）：中村守里
- スーツアクター：湯原愛子、丸田聡美
- ユウコ役の中村はイチカ役の村山優香と中学以来の再会を果たした旧友である[65]が、第5話監督の辻本貴則はそのことを知らずに中村を起用したという[66]。
- ユウコがイチカに見せた映像には、母星にいるピット星人の母（赤い目の個体）が並び写っている。本編撮影後、中村はピット星人の母娘共々記念撮影を行っている[67]。

## その他
- 映画
  - 『新世紀2003ウルトラマン伝説 THE KING'S JUBILEE』では、ウルトラマンキングの誕生日を怪獣たちと共に祝福する。過去作品と同様の2体が登場するほか、怪獣ダンサーのピット・フラッシュも登場してダンスを披露するが、こちらの個体は女性ではなく男性である。
  - 『大怪獣バトル ウルトラ銀河伝説 THE MOVIE』では、百体怪獣ベリュドラの右腕を構成する怪獣の1体となっている[68]。
- テレビドラマ『私が愛したウルトラセブン』では、撮影用スーツの1つとして登場。ヒロインのアンヌ（演：田村英里子）がアルバイトでスーツアクターを務めていた[注釈 12]。
- テレビアニメ『怪獣酒場 カンパーイ!』では、セクシー女宇宙人として登場（声：大久保佳代子）[69]。
- 漫画『決戦!ウルトラ兄弟』では、イカルス星人を利用してウルトラ警備隊全滅を企む。本作品では少年の姿に変身する。
- ステージイベント『ウルトラマンフェスティバル2012』では、地球人である女性司会者とウルトラマンダイナにも擬態する[注釈 13]。ウルトラ戦士たちを倒すためにバット星人と共闘戦線を張るが、敗北後は「ピット星人と手を組んだのがそもそもの間違い」と見捨てられる。